# 波特維爾 (紐約州村)
波特維爾（英語：Potterville）是位於美國紐約州卡特羅格斯縣的村。

## 人口
根據2020年美國人口普查的數據，波特維爾的面積為2.08平方千米，皆為陸地。當地共有人口892人，而人口密度為每平方千米429人。